# La' os være
La' os være è un film del 1975 diretto da Ernst Johansen e Lasse Nielsen.
Vagamente ispirato al romanzo Il signore delle mosche di William Golding, il film ha partecipato al 25º Festival internazionale del cinema di Berlino.

## Trama
Un gruppo di ragazzi, di età compresa tra i dieci e i sedici anni, che frequenta un centro educativo infrange le regole e, dopo aver rubato una barca, si reca su di un'isola disabitata. Rimasti bloccati sull'isola vedranno le loro vacanze trasformarsi in un incubo, ma per alcuni di loro sarà anche un momento d'amore.

## Produzione
Il film è stato girato a Copenaghen e a Lemvig, in Danimarca.

## Accuse di violenze
Nella primavera del 2018, è stato scoperto dai media che molti attori bambini, sia maschi che femmine, coinvolti nel film, hanno subito violenze sessuali durante le riprese. Secondo le accuse, le violenze sarebbero state commesse da Lasse Nielsen e Ernst Johansen.

## Citazioni cinematografiche
In un dialogo è citato il film Un uomo chiamato Cavallo (1970).

## Riconoscimenti
- 1975 - Festival internazionale del cinema di Berlino
  - Nomination Orso d'oro